# Афанасьев, Николай Порфирьевич
Никола́й Порфи́рьевич Афана́сьев (1902—1979) — советский военный юрист, главный военный прокурор РККА, заместитель Генерального прокурора СССР, генерал-лейтенант юстиции (1945).

## Биография
Родился в бедной семье служащего. После того как в 1908 году умер его отец, семья из пяти человек переезжает в Мамадыш. Николай, чтобы помочь матери прокормить младших, рано пошёл работать и трудовую деятельность он начал уже в пятнадцать лет, устроившись писарем в земскую управу. После Октябрьского переворота сначала был делопроизводителем в отделе социального обеспечения, затем помощником секретаря в совете местных народных судей. В годы Гражданской войны добровольно вступив в ряды частей особого назначения, участвовал в боях с белочехами. Потом демобилизовался по состоянию здоровья и в 1920 возглавил Мамадышский уездный уголовный розыск. При его непосредственном участии было разгромлено несколько вооруженных банд. Годы спустя, в канун пятидесятилетия Советской власти, был награждён медалью «За боевые заслуги».
Служба в органах военной юстиции началась с 1924 года, когда он стал военным следователем военного трибунала Первой Казанской стрелковой дивизии. Впоследствии должности помощника военного прокурора корпуса в Ленинграде, военного прокурора корпуса в Новгороде и дивизии в Батуми, помощника военного прокурора Северо-Кавказского военного округа.
В середине 1930-х годов исполнял обязанности заместителя военного прокурора Московского военного округа, затем стал военным прокурором Орловского военного округа. Осенью 1939 года (после ареста Н. С. Розовского) прибыл в Москву и принял должность заместителя Главного военного прокурора РККА ( и о. ГВП П. Ф. Гаврилова). Зимой—весной 1940 г. в качестве и о. Главного военного прокурора РККА присутствовал на расстрелах фигурантов Списка Л. Берии от 16 января 1940 г. (Н. И. Ежова, М. П. Фриновского, Н. Г. Николаева-Журида, И. Я. Дагина, С. Ф. Реденса, В. Э. Мейерхольда, М. А. Трилиссера, М. Е. Кольцова, И. Э. Бабеля, Л. Б. Залина, В. Е. Цесарского, З. М. Беленького, И. И. Шапиро, П. Н. Малянтовича и др. - подпись Афанасьева зафиксирована в актах о расстрелах вместе с подписями коменданта НКВД СССР В. М. Блохина). В августе 1940 года получил отпуск и с семьёй уехал в Крым, когда его внезапно срочно вызвали на службу, где ему вместо ожидаемого допроса и ареста по делу Розовского предложили должность Главного военного прокурора РККА. Однако отказался от назначения, сославшись на свою неподготовленность и недостаток имеющегося опыта.
В годы Великой Отечественной войны после эвакуации Прокуратуры СССР Н. П. Афанасьев стал её полномочным представителем в прифронтовой Москве. В сложной обстановке, когда многие ведомства, в том числе и судебные, были спешно эвакуированы, ему было поручено организовать в столице деятельность не только военной прокуратуры, но и военных трибуналов. Огромными усилиями Николая Порфирьевича и его помощников судебная система начала функционировать уже через несколько недель, а к середине 1942 года была приведена в прежнее состояние. За всё время трибуналами города было рассмотрено около 300 дел в отношении мародёров, обворовывавших квартиры москвичей, паникёров, дезертиров, которые, захватив государственное имущество, пытались бежать из Москвы; других уголовников, пользующихся временным отсутствием порядка и охраны в городе. С 1942 по март 1945 являлся Главным военным прокурором железнодорожного транспорта СССР. По окончании войны в 1945 завершил обучение в Военно-юридической академии и получил юридическое образование. Вскоре он, уже как один из опытнейших и высококвалифицированных работников военной юстиции, назначается на должность Главного военного прокурора, а спустя четыре года становится заместителем Генерального прокурора СССР, одновременно сохраняя за собой прежнюю должность.
Затем до 1950 года был заместителем военного прокурора Ставропольского и Таврического военных округов, в 1950—1953 годах — военный прокурор отдельной механизированной армии, в 1953—1958 годах — военный прокурор Уральского военного округа, с 1958 года — военный прокурор Северо-Кавказского военного округа.

### Звания
- бригвоенюрист;[5]
- диввоенюрист (22 июля 1940);
- генерал-майор юстиции (1 мая 1943);[6]
- генерал-лейтенант юстиции (5 июля 1945).[7]

### Награды
- Награждён тремя орденами Ленина, орденами Красного Знамени, Трудового Красного Знамени, Красной Звезды и медалями

## Публикации
- Афанасьев Н. П. Бдительность — наше оружие. Воен. изд-во Министерства Обороны Союза ССР, 1946.[8]